# Porto di Fiumicino
Il porto di Fiumicino è un porto canale, che si sviluppa lungo le sponde banchinate del tratto terminale del canale navigabile ottenuto col prolungamento verso il mare dell'antica fossa traianea.
Si tratta quindi di un porto interno che si addentra con le sue strutture nel retroterra e non verso il mare (come avviene normalmente). Nel 2002 il porto di Fiumicino ha concorso alla nascita del network portuale del Lazio, insieme ai porti di Gaeta e Civitavecchia, entrando a far parte dell'ambito di competenza dell'autorità portuale di quest'ultima. Il porto di Fiumicino è un importante scalo per i pescherecci. Tra le attività più importanti dello scalo vi è sicuramente il diporto e la movimentazione di rinfuse e prodotti petroliferi, anche in virtù della contiguità con la Raffineria di Roma e con i due terminal off shore.

## Storia
Lo stretto legame con il Tevere e il Tirreno ha permesso lo sviluppo dell'attività portuale. Nell'antica età classica romana, dove oggi si erge lo scalo, si insediavano il porto di Claudio ed il porto di Traiano che rifornivano la capitale dell'impero. L'attuale nome Fiumicino ha origine dal toponimo foce micina (foce piccola), riferito alla fossa traiana. La denominazione risale all'incirca all'XI secolo.

## Caratteristiche del porto
Nonostante le imbarcazioni (specialmente quelle da diporto) siano situate lungo tutti i 7,7 km del canale navigabile, il porto vero e proprio è quello compreso tra il ponte elevabile e la foce, per una lunghezza di 1,2 km e una larghezza variabile (massimo 65 metri in corrispondenza dei due moli). L'area portuale include una piccola darsena che si apre su un molo lungo 600 metri sulla foce del fiume. Sulla darsena si affaccia l'Isola Sacra, dove sono presenti le basi navali della Capitaneria di porto, della Guardia di Finanza e della Polizia di Stato. Le banchine interne del porto canale sono occupate dalla flotta pescherecci, dai mezzi di servizio dei terminali off shore e dai natanti delle forze pubbliche. Lungo la sponda di sinistra sono stati realizzati dall'autorità portuale degli ormeggi che consentono l'operatività di navi veloci e ro-pax. Il resto della banchina interna viene invece utilizzato dai catamarani e dai traghetti che effettuano i collegamenti con le isole pontine.

## I traffici del porto
La vicinanza con l'aeroporto di Fiumicino e con la città di Roma ha agevolato lo sviluppo del traffico passeggeri di un piccolo porto come quello di Fiumicino: attualmente il traffico passeggeri si concentra nei servizi di collegamento con le isole pontine e nelle attività di diporto. Fino a tempo recenti era attivo anche il servizio di traghetti per la Sardegna.
Per quanto riguarda le merci, i traffici petroliferi costituiscono oltre il 50% delle attività portuali, rendendo lo scalo di Fiumicino il principale canale di assorbimento del fabbisogno petrolifero laziale. Per il petrolio si utilizzano i due scali off shore al largo del porto di Fiumicino, collegati a terra per mezzo di altrettante Sea line che alimentano una stazione di accumulo e rilancio. Le torri petrolifere sono collegate tra loro mediante un oleodotto.
L'altra attività caratterizzante del porto di Fiumicino è sicuramente la pesca. Settore di impronta da sempre artigianale e famigliare, la pesca permette al porto di Fiumicino di piazzarsi ai primi posti in Italia come quantità di pescato. La flotta pescherecci si compone di motopescherecci, turbosoffianti e imbarcazioni per la piccola pesca, ed è storicamente una delle flotte più attive della penisola con oltre 2000 tonnellate di pescato ogni anno.

## Il nuovo porto commerciale
Il progetto che interesserà il porto di Fiumicino prevede la realizzazione di uno scalo commerciale, collegato alla piattaforma logistica dell'aeroporto.
Il nuovo porto commerciale è stato approvato e finanziato nella primavera 2012 dall'autorità portuale, dalla Regione Lazio e dal Comune di Fiumicino con una variazione del piano regolatore generale appositamente pensata. L'intera opera è finanziata dall'autorità portuale con fondi propri e privati (finanza di progetto).
In sintesi, il nuovo porto di Fiumicino, sarà costituito da un bacino che si estenderà a nord della foce, insistendo lungo il litorale per circa 2 chilometri. In tal modo il porto subirà una separazione dei traffici, riservando un'apposita darsena realizzata a sud del bacino ai servizi della flotta peschereccia. Nella nuova configurazione lo scalo dovrebbe poter ospitare due o tre navi da crociera. Si dovrebbero inoltre poter ospitare navi veloci per un numero fino a sei unità.

## Collegamenti
Il Porto di Fiumicino è raggiungibile dalle strade:
- Roma - Fiumicino
- Strada regionale 296 della Scafa (SR 296)

È servito dai treni:
- Leonardo Express che collega l'Aeroporto di Roma-Fiumicino con la Stazione di Roma Termini, senza fermate intermedie.
- FL1 Orte - Fiumicino Aeroporto, che lo collegano indirettamente alle altre stazioni principali della linea e alla Metropolitana di Roma.

È servito dall'aeroporto:
- Fiumicino (Roma)